# Gare de Couiza - Montazels
Gare de Couiza - Montazels vasútállomás Franciaországban, Montazels településen.

## Vasútvonalak
Az állomást az alábbi vasútvonalak érintik:
- Carcassonne-Rivesaltes-vasútvonal

## Kapcsolódó állomások
A vasútállomáshoz az alábbi állomások vannak a legközelebb:
- Gare d’Alet-les-Bains
- Gare d’Espéraza